# Illa Denny (Colúmbia Britànica)
L'illa Denny és una illa de la costa nord de la província canadenca de la Colúmbia Britànica, just a l'est de la comunitat de Bella Bella, també coneguda com Waglisla, a l'illa Campbell. En aquesta illa hi ha la població d'Old Bella Bella, actualment principalment abandonada, però seu de la Guàrdia Costanera Canadenca i les bases de Fisheries & Oceans, i Shearwater, seu de Shearwater Marine. L'illa té una població de 138 habitants. La seva principal atracció és el McEmery Aquatic Center a Reservoir Lane.
Va ser nomenada pel capità Daniel Pender cap a 1866, en record del tinent D'Arcy Anthony Denny, comandant d'aquesta estació.